# Yoshiyasu Ashikaga
Yoshiyasu Ashikaga (jap. 足利 義康 Ashikaga Yoshiyasu) lub Yoshiyasu Minamoto (jap. 源 義康 Minamoto Yoshiyasu; ur. 1127, zm. 29 maja 1157).
Znany również jako Yoshiyasu Hajime lub Yasuno Yoshi. Syn Hajime Yoshikuniego i Hajime Tamotsu. Brat Shigeru Tadashiego Nitty i Yasushi Yoshiego. Mąż Katsuhito Sueno Nori i ojciec Yoshikiyo, Osamu Yoshiego, Husayoshiego i Yoshikane.

## Życiorys
Urodził się pod koniec okresu Heian. Był doskonałym strategiem, dzięki czemu zyskał sobie przychylność cesarza Toby. Zjednoczył klan Ashikaga rozsiany po całej Japonii. Na siedzibę wybrał prowincję Ueno.
Był obiecującym dowódcą, wojownikiem, jednak zmarł niespodziewanie w 1157 r.